# 拉科罗纳达
拉科罗纳达，是西班牙埃斯特雷马杜拉巴达霍斯省的一个市镇。总面积81平方公里，总人口2389人（2001年），人口密度29人/平方公里。